# Os Subterrâneos do Vaticano
Os subterrâneos do Vaticano (em francês = Les Caves du Vatican) é um romance de André Gide, publicado em 1914.
Este livro deliberadamente caótico cruza e opõe intrigas e personagens. Há desde o início as discussões de Julius de Baraglioul, ultra católico, e de seu cunhado, Anthime-Armand Dubois, pensador liberal, que sofrem uma conversão cruzada antes de retornar subitamente às suas opções originais. Há o grupo de terroristas, com seu chefe, o assustador Protos que espalha o rumor  segundo o qual o papa havia sido seqüestrado e era mantido nos subterrâneos do Vaticano. E, sobretudo, há o jovem Lafcadio o qual, prisioneiro de sua mística do ato gratuito, com a mesma indiferença salva num dia a vida de uma jovem criança e, num outro, mata o pobre Amédée Fleurissoire, sem qualquer motivo.
Esta farsa satírica ilustra a loucura de alguns enfoques intelectuais, e o remorso final de Lafcadio, torturado pela consciência de seu crime, mostra a gravidade das consequências de seu ato.